# Rökk Szilárd-jutalom
A Rökk Szilárd-jutalom a 19. század végén – 20. század első felében pályázati úton egy-egy képzőművészeti alkotásért, választott (műpártoló, és többségében művész tagokból álló) bizottság által odaítélt díj volt.
A névadó és alapító Rökk Szilárd ügyvéd volt, aki végrendeletében 750 000 (más forrás szerint egymillió) akkori forint összegű, megtakarított hatalmas vagyonát a tudományok és művészetek előmozdítására, szociális gyámolításra és kisebb részben egyházakra hagyta.
Ebből az összegből a nagylelkű filantróp 13 000 forint (26 000 korona) névértékű 5% járadékkötvényt ajándékozott az Országos Magyar Képzőművészeti Társulatnak, aminek kamataiból minden második évben volt esedékes a megállapított előbb 1000 forint, majd 2000 korona jutalomdíj.

## A díjazásról

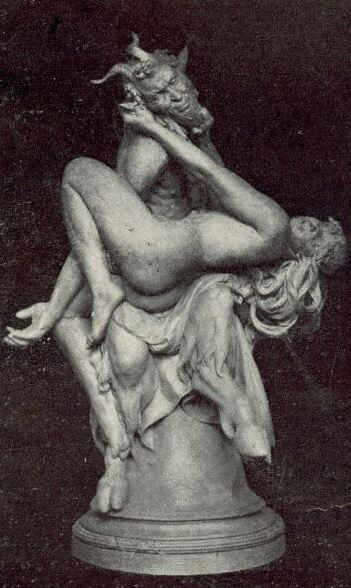
Megszorult faun, az első Rökk Szilárd-díjas alkotás; Róna József műve, 1889

Erre a díjra első alkalommal a képzőművészeti társulat 1889-es téli kiállításán (Műcsarnok) lehetett pályázni. Az ezer forintos Rökk Szilárd-jutalom pályázati feltételei szerint, csak az arra bejelentett művek voltak figyelembe vehetők. Az összesen 16 pályamű közül a pályabíróság négy szavazattal Róna Józsefnek ítélte meg »A megszorult Faun« című szoborművéért. Második alkalommal (1891) szoros verseny alakult ki, ugyanis a pályabíróság (elnök: gróf Andrássy Tivadar; tagok: Benczúr Gyula, Ebner Lajos, Feszty Árpád, Keleti Gusztáv, Strobl Alajos és az az évben betegsége miatt távolmaradt Harkányi Frigyes) csupán másodszor tudott a feltételek szerinti titkosszavazással eredményt hirdetni (szavazatot kapott a győztesen kívül Zemplényi Tivadar Templomban és Eisenhut Ferenc Egy álom című képe). Harmadik alkalommal 1894-ben, a műcsarnok tavaszi kiállításán osztották ki, amikor kifejezetten genre-képekkel lehetett pályázni, abban az évben öten. 1896-ban a Rökk-dij pályabíróságába Forster Gyulát, Szmrecsányi Miklóst, Benczúr Gyulát, Újvári Ignácot, Stetka Gyulát, Zala Györgyöt és Bihari Sándort választották. A pályadíért nyolc pályázó indult. 1898-ban a pályabíróság tagjai közül Bencsúr Gyula és Simrecsányi Miklós is leköszönt. A maradék bírák öt pályázó közül szavazott a díjnyertesre.
1900-ban az addigi ezer forint helyett kétezer korona volt a díjazás, amire tizen pályáztak. 1902-ben a Műcsarnok téli tárlatának pályadíjai közül a legnagyobb versenyzés a Rökk Szilárd díjért folyt és ismét szobrászok versengteg. A díjazott művész kihívói között volt többek között Fényes Adolf, Kernstok, Szigeti Miklós, Poll Hugó. 1904-ben szobor vagy festmény szerzője is pályázhatott. A díjazott Kozma Sándor síremlékének részlete: a törvényt őrző római, aki felett Juszticia istenasszony őrködik volt, ami Márk Lajost egy karikatúrára ihlette. 1906-ban a Képzőművészeti Társulat nemzetközi kiállításán adták át a díjat. Az 1908-ban pályanyertes mű ezt követően az állam tulajdonába került. 1910-ben a Rökk-díj pályabíróságának tagjai: Basch Gyula, Bruck Miksa, Csók István, Stetka Gyula, Zala György, Kammerer Ernő és Szmrecsányi Miklós voltak. 1912-ben úgy hirdették meg, hogy „legalább fél négyzetméter nagyságú kész olajfestmények és legalább fél életnagyságú kész szoborművek szerzői pályázhatnak”. A pályabíróságának tagjai: Basch Gyula, Szinyei-Merse Pál, Kernstock Károly, Karlovszky Bertalan, Kallós Ede; dr. Szmrecsányi Miklós és Molnár Viktor voltak. Az azévi díjnyertes, hatalmas figurális kép még a következő év decemberében is a Műcsarnok falán volt.
1914-ben mivel a Képzőművészeti Társulat a hadikórházzá átalakított Műcsarnokban nem rendezhetett téli kiállítást, a kiállításra kitűzött pénzdíjakat a képzőművészeket segítő bizottság kapta meg, összesen 5800 korona értékben, amibe a Rökk Szilárd alapítvány 2000 koronás díját is átengedte Jankovich Béla kultuszminiszter. 1916-ban újra kiosztották. A díjnyertes tátrai havas, téli táj- és utcaképeivel több díjat is elhozott abban az évben. 1918-ban a Képzőművészeti Társulat téli tárlatát az Országos Szépművészeti Múzeum városligeti palotájában rendezték meg. Helyszűke miatt korlátozták a pályaművek számát és méretét.
Az 1926-ban pályanyertes szobrot a főváros megvásárolta és a Városligetben helyezte el.
1936-ban a Képzőművészeti Társulat 75 éves jubileuma alkalmából rendezett, 1938-ban a Szent István-, 1940-ben Horthy-, 1941-ben pedig Képzőművészeti Társulat 80 éves jubileumára rendezett kiállításon osztották ki a Rökk Szilárd-díjat.

## A díjazottak
|                                                   |      |         |
| Szépség                                           | Pénz | Szellem |
| Tóth László triptichonja 1894-ben lett díjnyertes |      |         |

- 1889. Róna József: Megszorult faun, gipszszobor
- 1891. Ujváry Ignác: Templomba menet, olajfestmény
- 1894. Tóth László: Szépség, pénz, szellem, olajfestmény[27]
- 1896. Karvaly Mór: Huszárok, olajfestmény[7]
- 1898. Boruth Andor: Toreador, olajfestmény[28]
- 1900. Zemplényi Tivadar: Zarándoknő, olajfestmény
- 1902. Telcs Ede: Tanulmányfej, gipszszobor
- 1904. Kallós Ede: Részlet Kozma Sándor síremlékéről, gipszszobor
- 1906. Vesztróczy Manó: Babpirgálók, olajfestmény
- 1908. Szentgyörgyi István: Panasz, gipszszobor
- 1910. Koszta József: Mezei munkások, olajfestmény
- 1912. Csáktornyai Zoltán: Asztalnál ülő emberek, olajfestmény[29]
- 1914. –
- 1916. Szlányi Lajos Napfényes fenyves, festmény[30]
- 1918. Kálmán Péter, Hegedülő nő, olajfestmény[31]
- 1920. Krusnyák Károly Asszony gyermekével, olajfestmény (kat. sz. 22.)[32]
- 1924. eölvedi Gachal József, Önarckép[33]

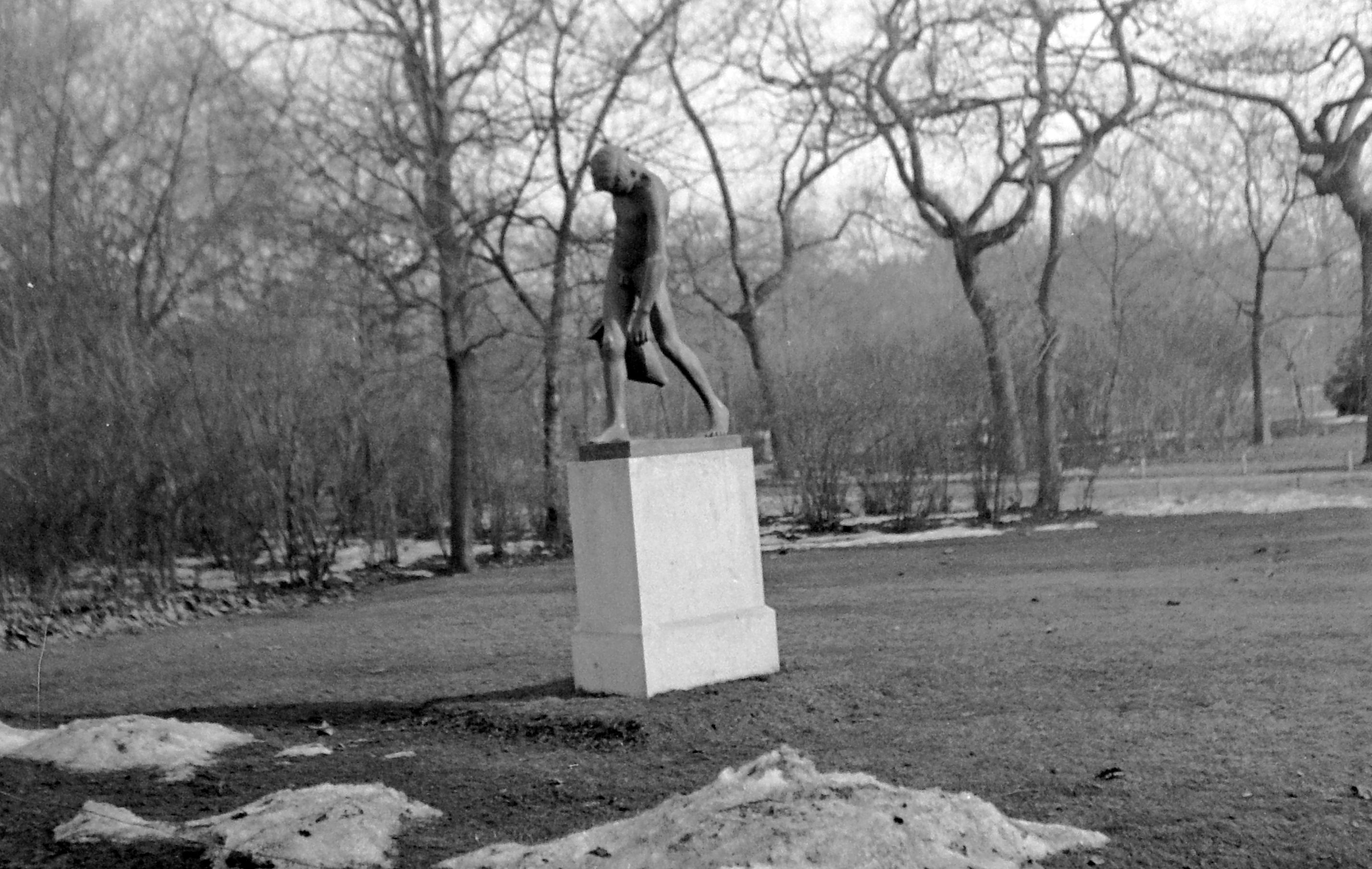
A Vízhordó fiú szobra 1941-ben a Városligetben; 1926-ban nyerte el a Rökk-díjat

- 1926. Erdei Dezső, Vízhordó fiú, szobormű[34][35]
- 1931. Nagy Sándor, Sakuntala[36]
- 1932. Moldován Béla, Bory Jenő arcképe[37]
- 1934. Horváth József, Fürdő, akvarell[38][39]
- 1936. vitéz Székely Károly, Mátyás király, szobormű[23]
- 1938. Merész Gyula, „Uram, add, hogy lássak”[24]
- 1940. Márton Ferenc, debreceni honvédemlék[25]
- 1941. Vidovszky Béla, A gerendás kúriából, interieur[26]